# 日俄戰爭武官及觀察團
日俄戰爭武官及觀察團是監督1904年至1905年日俄戰爭的外國武官以及觀察員們。這些武官與觀察員來自多個國家。他們對日俄戰爭的觀察報告影響了未來衝突中的軍事戰略，包括第一次世界大戰。

## 概述
觀察日俄戰爭的多國武官和觀察員們致力於收集數據並分析日軍與俄軍雙方使用的現代武器之戰術、戰略以及戰鬥技術之進步這三者之間的交互作用。例如，評估旅順會戰和奉天會戰的報告披露了現代化戰爭的殺傷力，並預示了第一次世界大戰中手榴彈、迫擊砲、機槍和野戰炮所能發揮的作用。
各大國的軍職和文職觀察員都密切關注著戰爭的進程。 這些武官、海軍武官和其他觀察員編寫了大量的戰爭第一手資料和分析文件。戰後不久，觀察員們撰寫了深入的戰爭敘事，並在專業期刊上發表了重點更為突出的文章；這些戰後報告確鑿地說明了這場衝突的戰場破壞性。這是使用機槍和大砲防禦的步兵固守陣地戰術首次變得至關重要，而這兩種戰術在第一次世界大戰中都佔據了主導地位。
1904-1905年，伊恩·漢密爾頓爵士擔任英屬印度陸軍武官，作為最早抵達日本的武官，他被公認為日俄戰爭武官及觀察團的領導者。在觀察這場衝突的西方武官中，還有未來的帝國總參謀長尼可森勳爵、後來的陸軍上將兼第一次世界大戰美國遠征軍司令約翰·潘興、後來的美國陸軍上將道格拉斯·麥克阿瑟以及後來的義大利元帥恩里科·卡維利亞。
對戰爭的新聞報導受到對記者行動的限制和嚴格審查制度的影響。在1904-1905年戰爭之後的所有軍事衝突中，日本人認為密切關注有管理的報導至關重要。俄國報刊經常揭露對方指揮官認為至關重要的資訊；而日本人則從俄方缺乏軍事審查制度中獲利。駐柏林日本大使館的日本武官將從俄國報紙上收集到的信息向位於滿洲的日本軍隊發出電報，滿洲的日本軍隊在六天之內就收到了這些信息。
俄羅斯戰爭藝術家瓦西里·韋列夏金應海軍上將斯捷潘·馬卡羅夫之邀，登上馬卡羅夫的旗艦彼得羅巴甫洛夫斯克號觀察戰況。 1904年4月13日，軍艦在亞瑟港附近觸雷，艦上人員幾乎全數罹難。韋列夏金的最後一幅作品被打撈上來。打撈上來的畫布上描繪的是馬卡羅夫上將主持的戰爭會議。

## 延伸閱讀
- "Communities of practice, impression management, and great power status: Military observers in the Russo-Japanese War" Kiran Banerjee and Joseph MacKay, 4 September 2020, European Journal of International Security, Volume 5 - Issue 3, October 2020, Cambridge University Press https://www.cambridge.org/core/journals/european-journal-of-international-security （页面存档备份，存于）